# 100897 Piatra Neamt
100897 Piatra Neamt è un asteroide della fascia principale. Scoperto nel 1998, presenta un'orbita caratterizzata da un semiasse maggiore pari a 2,1735202 UA e da un'eccentricità di 0,1586973, inclinata di 1,47078° rispetto all'eclittica.
L'asteroide è dedicato alla città rumena di Piatra Neamț.